# Brandie Wilkerson
Brandie Wilkerson (Lausana, 1 de julio de 1992) es una deportista canadiense que compite en voleibol, en la modalidad de playa.
Participó en dos Juegos Olímpicos de Verano, obteniendo una medalla de plata en París 2024, en el torneo femenino (haciendo pareja con Melissa Humana-Paredes), y el quinto lugar en Tokio 2020.
Ganó una medalla de plata en el Campeonato Mundial de Vóley Playa de 2022 y una medalla de plata en los Juegos Panamericanos de 2023.

## Palmarés internacional
| Juegos Olímpicos     | Juegos Olímpicos | Juegos Olímpicos | Juegos Olímpicos       |
| Año                  | Lugar            | Medalla          | Pareja                 |
| -------------------- | ---------------- | ---------------- | ---------------------- |
| 2024                 | París (Francia)  | Medalla de plata | Melissa Humana-Paredes |
| Campeonato Mundial   |                  |                  |                        |
| Año                  | Lugar            | Medalla          | Pareja                 |
| 2022                 | Roma (Italia)    | Medalla de plata | Sophie Bukovec         |
| Juegos Panamericanos |                  |                  |                        |
| Año                  | Lugar            | Medalla          | Pareja                 |
| 2023                 | Santiago (Chile) | Medalla de plata | Melissa Humana-Paredes |